# Copa Europeia da FIBA de 2024-25
A Copa Europeia da FIBA de 2024-25 (2024-25 FIBA Europe Cup) foi a décima edição da Copa Europeia da FIBA gerida pela Federação Internacional de Basquetebol. O atual campeão da competição era o NINERS Chemnitz da Alemanha que ao lado de Skyliners Frankfurt (2015-16) dividiam o protagonismo entre os maiores campeões com os italianos do Umana Reyer Venezia (2017-18) e Banco di Sardegna Sassari (2018-19). Os franceses do Nanterre 92, israelenses do Ironi Nes Ziona (2020-21), os turcos do Bahçeşehir Koleji (2021-22) e os poloneses do Anwil Włocławek (2022-23) completam a lista dos campeões.   

## Fase classificatória

### Participantes
| Alba Fehérvár | Anorthosis Famagusta         | CSM Constanța    | Dinamo Zagreb |
| Dnipro        | JDA Bourgogne Dijon          | Maroussi BC      | Neptūnas      |
| Peja          | Prievidza                    | Spirou Charleroi | Sporting CP   |
| Bilbao Basket | Visit Malta Starlites Naxxar |                  |               |

### Confrontos
| Time 1               | Agregado  | Time 2                       | 1º Jogo  | 2º Jogo  |
| -------------------- | --------- | ---------------------------- | -------- | -------- |
| JDA Bourgogne Dijon  | 200 - 141 | Dinamo Zagreb                | 95 - 84  | 105 - 57 |
| Sporting CP          | 148 - 141 | Spirou Charleroi             | 69 - 69  | 79 - 72  |
| Alba Fehérvár        | 189 - 186 | Prievidza                    | 85 - 102 | 104 - 84 |
| Dnipro               | 142 - 153 | CSM Constanța                | 71 - 69  | 71 - 84  |
| Anorthosis Famagusta | 168 - 149 | Visit Malta Starlites Naxxar | 81 - 74  | 87 - 75  |
| Peja                 | 156 - 204 | Maroussi BC                  | 75 - 98  | 81 - 106 |
| Bilbao Basket        | 169 - 125 | Neptūnas                     | 74 - 66  | 95 - 59  |

negrito: classificados à temporada regular
fonte:fiba.basketball

#### Repescagem
Avançaram também à temporada regular Prievidza, Spirou Charleroi e BC Dnipro como sendo os três melhores perdedores (melhor saldo), em virtude da classificação de Sport Lisboa e Benfica, Aliaga Petkimspor e Telekom Baskets Bonn à temporada regular da Liga dos Campeões 2024-25.

## Temporada regular

### Clubes participantes
| Time                          | Cidade sede    | Arena                           | Capacidade | Treinador                |
| ----------------------------- | -------------- | ------------------------------- | ---------- | ------------------------ |
| Alba Fehérvár                 | Székesfehérvár | Alba Regia Sportcsarnok         | 3 000      | Alejandro Zubillaga      |
| Anorthosis Famagusta          | Famagusta      |                                 |            | Antonis Constantinides   |
| Anwil Włocławek               | Włocławek      | Hali Mistrzów                   | 3 963      | Selçuk Ernak             |
| Banco di Sardegna Sassari     | Sássari        | Palasserradimigni               | 5 000      | Nenad Marković           |
| Basketball Löwen Braunschweig | Brunsvique     | Volkswagen Halle                | 3 644      | Jesus Ramirez            |
| BC Balkan                     | Botevgrad      | Arena Botevgrad                 | 3 500      | Vasil Hristovv           |
| Dnipro                        | Dnipro         | Zemgales Olimpiskais Centrs     |            | Volodymyr Koval          |
| BC Kalev/Cramo                | Tallinn        | Kalevi spordihallv              | 1 780      | Heiko Rannula            |
| Kutaisi 2010                  | Cutáissi       | Tbilisi Arena                   | 9 700      | Konstantine Tugushi      |
| Pärnu Sadam                   | Pärnu          | Parnü Sports Hall               | 1 820      | Vitaly Stepanovskyy      |
| Prievidza                     | Prievidza      | Niké Aréna                      | 3 400      | Saša Janković            |
| BC Sabah                      | Bacu           | Palácio de Esportes de Bacu     | 1 736      | Rimas Kurtinaitis        |
| BC Trepça                     | Mitrovicë      | Palácio de Esportes Minatori    | 3 000      | / Adis Bećiragić         |
| Bilbao Basket                 | Bilbau         | Bilbao Arena                    | 10 014     | Jaume Ponsarnau          |
| Bursaspor                     | Bursa          | Tofaş Spor Salonu               | 6 800      | Serhan Kavut             |
| Caledonia Gladiators          | East Kilbride  | Playsport                       | 6 000      | Gareth Murray            |
| Casademont Zaragoza           | Saragoça       | Pavilhão Príncipe Felipe        | 10 744     | Porfirio Fisac           |
| Cholet Basket                 | Cholet         | La Meilleraie                   | 5 191      | Fabrice LeFrançois       |
| CSM Constanța                 | Constança      | Sporturilor Constanta           | 1 500      | Fleşeriu Dan             |
| CSM Oradea                    | Oradea         | Arena Antonio Alexe             | 2 500      | Cristian Achim           |
| ESSM Le Portel                | Le Portel      | Le Chaudron                     | 3 500      | Eric Girard              |
| FC Porto                      | Porto          | Dragão Arena                    | 2 179      | Fernando Sá              |
| Fotbal Club Argeș Pitești     | Pitești        | Trivale Pitesti                 | 2 000      | Nebojša Vidić            |
| Fribourg Olympic              | Friburgo       | Halle Saint-Léonard             | 3 000      | Thibaut Petit            |
| HUBO Limburg United           | Limburgo       | Sporthal Alverberg              | 1 730      | Raymond Westphalen       |
| JDA Bourgogne Dijon           | Dijon          | Palais des Sports J.M. Geoffroy | 4 147      | Laurent Legname          |
| Keravnos BC                   | Nicósia        | Costas Papaellinas Arena        | 2 000      | Michalis Kakiouzis       |
| Maroussi BC                   | Marusi         | Ginásio São Tomé                | 1 700      | Nikos Vetoulas           |
| MHP Riesen Ludwigsburg        | Ludwigsburgo   | MHPArena                        | 4 129      | / John Patrik            |
| NHSZ-Szolnoki Olajbanyasz     | Szolnok        | Sportcsarnok                    | 2 300      | Oliver Vidin             |
| Norrköping Dolphins           | Norcopinga     | Stadium Arena                   | 3 500      | Mikko Riipinen           |
| PAOK mateco                   | Salonica       | PAOK Arena                      | 8 500      | Massimo Cancelieri       |
| Patrioti Levice               | Levice         | Haleon Aréna                    | 2 250      | Michal Madzin            |
| AEK Petrolina                 | Lárnaca        | Kition Athletic Center          | 3 000      | Christophoros Livadiotis |
| PGE Spójnia Stargard          | Stargard       | Hala Miehjska                   | 2 500      | Andrej Urlep             |
| Rilski Sportist               | Samokov        | Arena Samokov                   | 2 500      | Lyubomir Kirov           |
| Spirou Charleroi              | Charleroi      | Le Dôme                         | 6 300      | Axel Hervelle            |
| Sporting CP                   | Lisboa         | Pavilhão João Rocha             | 3 000      | Luis Magalhães           |
| Tofaş Bursa                   | Bursa          | Tofaş Spor Salonu               | 6 800      | Orhun Ene                |
| Windrose Giants Antwerp       | Antuérpia      | Lotto Arena                     | 4 500      | Jill Lorent              |

fonte:fiba.basketball

## Formato de competição
Após a fase classificatória, as quarenta equipes classificadas são divididas em dez grupo com quatro equipes cada. A disputa nos grupos acontece em jogos de ida e volta totalizando seis rodadas. As equipes melhor classificadas e os seis melhores segundo colocados avançam para uma segunda fase onde as dezesseis equipes são divididas em quatro grupos com quatro equipes onde da mesma forma que na fase anterior jogam em jogos de ida e volta. Os dois melhores de cada grupo avançam para os Playoffs de quartas de finais com jogos de ida e volta e quem somar mais pontos nos confrontos avança.

## Temporada Regular

### Grupo A
| Pos | Clube                         | J | V | D | P+  | P-  | SP  | Pts | Classificação              |     | C/V   | AEK    | BLB   | KER   | TOF |
| --- | ----------------------------- | - | - | - | --- | --- | --- | --- | -------------------------- | --- | ----- | ------ | ----- | ----- | --- |
| 1   | Tofaş Bursa                   | 6 | 6 | 0 | 586 | 489 | 97  | 12  | Avança para a próxima fase | AEK |       | 63-72  | 82-73 | 69-96 |     |
| 2   | Basketball Löwen Braunschweig | 6 | 3 | 3 | 515 | 487 | 28  | 9   |                            | BLB | 89-59 |        | 78-71 | 92-97 |     |
| 3   | AEK Petrolina                 | 6 | 2 | 4 | 426 | 514 | -88 | 8   |                            | KER | 91-92 | 95-94  |       | 96-99 |     |
| 4   | Keravnos BC                   | 6 | 1 | 5 | 507 | 544 | -37 | 7   |                            | TOF | 93-61 | 102-90 | 99-81 |       |     |

fonte: fiba.basketball

### Grupo B
| Pos | Clube                | J | V | D | P+  | P-  | SP  | Pts | Classificação              |       | C/V    | ANO    | BURSA | ZARAG  | LEV |
| --- | -------------------- | - | - | - | --- | --- | --- | --- | -------------------------- | ----- | ------ | ------ | ----- | ------ | --- |
| 1   | Casademont Zaragoza  | 6 | 5 | 1 | 542 | 491 | 51  | 11  | Avança para a próxima fase | ANO   |        | 66-81  | 76-83 | 72-83  |     |
| 2   | Patrioti Levice      | 6 | 4 | 2 | 514 | 487 | 27  | 10  |                            | BURSA | 86-79  |        | 87-89 | 97-101 |     |
| 3   | Bursaspor            | 6 | 3 | 3 | 513 | 504 | 9   | 9   |                            | ZARAG | 92-77  | 106-84 |       | 92-71  |     |
| 4   | Anorthosis Famagusta | 6 | 0 | 6 | 438 | 525 | -87 | 6   |                            | LEV   | 100-68 | 63-78  | 96-80 |        |     |

fonte: fiba.basketball

### Grupo C
| Pos | Clube                   | J | V | D | P+  | P-  | SP   | Pts | Classificação              |       | C/V    | CHOL   | CSMCT  | FRIB   | ANTW |
| --- | ----------------------- | - | - | - | --- | --- | ---- | --- | -------------------------- | ----- | ------ | ------ | ------ | ------ | ---- |
| 1   | Cholet Basket           | 6 | 6 | 0 | 569 | 445 | 124  | 12  | Avança para a próxima fase | CHOL  |        | 106-63 | 90-75  | 90-77  |      |
| 2   | Fribourg Olympic        | 6 | 4 | 2 | 554 | 479 | 75   | 10  | Avança para a próxima fase | CSMCT | 68-104 |        | 77-104 | 70-88  |      |
| 3   | Windrose Giants Antwerp | 6 | 2 | 4 | 481 | 526 | -45  | 8   |                            | FRIB  | 81-85  | 103-76 |        | 102-84 |      |
| 4   | CSM Constanța           | 6 | 0 | 6 | 435 | 589 | -154 | 6   |                            | ANTW  | 81-94  | 84-81  | 67-89  |        |      |

fonte: fiba.basketball

### Grupo D
| Pos | Clube                     | J | V | D | P+  | P-  | SP   | Pts | Classificação              |       | C/V    | ANWIL | SASS   | DNI   | SCP |
| --- | ------------------------- | - | - | - | --- | --- | ---- | --- | -------------------------- | ----- | ------ | ----- | ------ | ----- | --- |
| 1   | Banco di Sardegna Sassari | 6 | 6 | 0 | 517 | 406 | 111  | 12  | Avança para a próxima fase | ANWIL |        | 83-86 | 114-71 | 93-63 |     |
| 2   | Anwil Włocławek           | 6 | 4 | 2 | 553 | 435 | 118  | 10  | Avança para a próxima fase | SASS  | 69-66  |       | 94-62  | 88-71 |     |
| 3   | Dnipro                    | 6 | 1 | 5 | 386 | 544 | -158 | 7   |                            | DNI   | 63-100 | 55-98 |        | 57-68 |     |
| 4   | Sporting CP               | 6 | 1 | 5 | 386 | 544 | -158 | 7   |                            | SCP   | 83-97  | 69-82 | 70-78  |       |     |

fonte: fiba.basketball

### Grupo E
| Pos | Clube                     | J | V | D | P+  | P-  | SP  | Pts | Classificação              |       | C/V   | ORA   | FCARG | PSD   | STA |
| --- | ------------------------- | - | - | - | --- | --- | --- | --- | -------------------------- | ----- | ----- | ----- | ----- | ----- | --- |
| 1   | CSM Oradea                | 6 | 5 | 1 | 479 | 433 | 46  | 11  | Avança para a próxima fase | ORA   |       | 78-74 | 85-67 | 77-75 |     |
| 2   | Fotbal Club Argeș Pitești | 6 | 3 | 3 | 430 | 422 | 8   | 9   |                            | FCARG | 80-78 |       | 67-65 | 77-63 |     |
| 3   | PGE Spójnia Stargard      | 6 | 3 | 3 | 440 | 424 | 16  | 9   |                            | PSD   | 72-84 | 73-70 |       | 72-89 |     |
| 4   | Pärnu Sadam               | 6 | 1 | 5 | 408 | 478 | -70 | 7   |                            | STA   | 65-77 | 65-62 | 83-59 |       |     |

fonte: fiba.basketball

### Grupo F
| Pos | Clube           | J | V | D | P+  | P-  | SP  | Pts | Classificação              |       | C/V    | ALBA  | KALEV  | ESSM   | RIL |
| --- | --------------- | - | - | - | --- | --- | --- | --- | -------------------------- | ----- | ------ | ----- | ------ | ------ | --- |
| 1   | BC Kalev/Cramo  | 6 | 5 | 1 | 503 | 436 | 67  | 11  | Avança para a próxima fase | ALBA  |        | 93-90 | 80-104 | 100-88 |     |
| 2   | ESSM Le Portel  | 6 | 4 | 2 | 479 | 416 | 63  | 10  | Avança para a próxima fase | KALEV | 95-89  |       | 66-63  | 88-76  |     |
| 3   | Alba Fehérvár   | 6 | 3 | 3 | 528 | 564 | -36 | 9   |                            | ESSM  | 104-73 | 54-77 |        | 74-60  |     |
| 4   | Rilski Sportist | 6 | 0 | 6 | 428 | 522 | -94 | 6   |                            | RIL   | 83-93  | 61-87 | 60-80  |        |     |

fonte: fiba.basketball

### Grupo G
| Pos | Clube               | J | V | D | P+  | P-  | SP  | Pts | Classificação              |       | C/V   | SABAH | MAR   | DOLPH | SBA |
| --- | ------------------- | - | - | - | --- | --- | --- | --- | -------------------------- | ----- | ----- | ----- | ----- | ----- | --- |
| 1   | Spirou Charleroi    | 6 | 5 | 1 | 499 | 476 | 23  | 11  | Avança para a próxima fase | SABAH |       | 70-82 | 70-74 | 68-78 |     |
| 2   | Maroussi BC         | 6 | 4 | 2 | 490 | 444 | 46  | 10  | Avança para a próxima fase | MAR   | 82-71 |       | 99-80 | 87-70 |     |
| 3   | Norrköping Dolphins | 6 | 2 | 4 | 479 | 513 | -39 | 8   |                            | DOLPH | 75-83 | 74-71 |       | 85-97 |     |
| 4   | BC Sabah            | 6 | 1 | 5 | 443 | 473 | -30 | 7   |                            | SBA   | 82-81 | 79-69 | 93-86 |       |     |

fonte: fiba.basketball

### Grupo H
| Pos | Clube                  | J | V | D | P+  | P-  | SP   | Pts | Classificação              |      | C/V    | TREP   | GLAD  | JDA   | LUD |
| --- | ---------------------- | - | - | - | --- | --- | ---- | --- | -------------------------- | ---- | ------ | ------ | ----- | ----- | --- |
| 1   | MHP Riesen Ludwigsburg | 6 | 5 | 1 | 487 | 404 | 83   | 11  | Avança para a próxima fase | TREP |        | 76-80  | 84-89 | 57-70 |     |
| 2   | JDA Bourgogne Dijon    | 6 | 4 | 2 | 557 | 446 | 111  | 10  | Avança para a próxima fase | GLAD | 20-0   |        | 54-90 | 73-71 |     |
| 3   | Caledonia Gladiators   | 6 | 3 | 3 | 351 | 425 | -74  | 9   |                            | JDA  | 118-73 | 102-62 |       | 81-93 |     |
| 4   | BC Trepça              | 6 | 0 | 6 | 344 | 464 | -120 | 5   |                            | LUD  | 87-54  | 86-62  | 80-77 |       |     |

fonte: fiba.basketball

### Grupo I
| Pos | Clube                     | J | V | D | P+  | P-  | SP  | Pts | Classificação              |      | C/V   | FCP    | HLU   | SZO   | PAOK |
| --- | ------------------------- | - | - | - | --- | --- | --- | --- | -------------------------- | ---- | ----- | ------ | ----- | ----- | ---- |
| 1   | FC Porto                  | 6 | 5 | 1 | 497 | 429 | 68  | 11  | Avança para a próxima fase | FCP  |       | 80-61  | 77-68 | 99-64 |      |
| 2   | PAOK mateco               | 6 | 5 | 1 | 495 | 450 | 45  | 11  | Avança para a próxima fase | HLU  | 76-83 |        | 77-74 | 70-74 |      |
| 3   | HUBO Limburg United       | 6 | 2 | 4 | 460 | 500 | -40 | 8   |                            | SZO  | 71-88 | 95-100 |       | 69-92 |      |
| 4   | NHSZ-Szolnoki Olajbanyasz | 6 | 0 | 6 | 443 | 516 | -73 | 6   |                            | PAOK | 89-70 | 94-76  | 82-66 |       |      |

fonte: fiba.basketball

### Grupo J
| Pos | Clube         | J | V | D | P+  | P-  | SP   | Pts | Classificação              |      | C/V   | BALK  | BILB  | KUTA    | PRIE |
| --- | ------------- | - | - | - | --- | --- | ---- | --- | -------------------------- | ---- | ----- | ----- | ----- | ------- | ---- |
| 1   | Bilbao Basket | 6 | 6 | 0 | 538 | 364 | 174  | 12  | Avança para a próxima fase | BALK |       | 62-93 | 78-86 | 70-89   |      |
| 2   | Prievidza     | 6 | 4 | 2 | 484 | 473 | 11   | 10  |                            | BILB | 95-55 |       | 91-63 | 87-66   |      |
| 3   | Kutaisi 2010  | 6 | 2 | 4 | 472 | 534 | -62  | 8   |                            | KUTA | 93-92 | 57-88 |       | 104-108 |      |
| 4   | BC Balkan     | 6 | 0 | 6 | 416 | 539 | -123 | 6   |                            | PRIE | 83-59 | 61-84 | 77-69 |         |      |

fonte: fiba.basketball

## Segunda Fase

### Grupo K
| Pos | Clube               | J | V | D | P+  | P-  | SP  | Pts | Classificação           |       | C/V   | FCP   | MAR   | TOF    | ZARAG |
| --- | ------------------- | - | - | - | --- | --- | --- | --- | ----------------------- | ----- | ----- | ----- | ----- | ------ | ----- |
| 1   | Tofaş Bursa         | 6 | 4 | 2 | 513 | 510 | 3   | 10  | Avança para os Playoffs | FCP   |       | 80-76 | 87-95 | 86-75  |       |
| 2   | Casademont Zaragoza | 6 | 3 | 3 | 512 | 491 | 21  | 9   | Avança para os Playoffs | MAR   | 82-81 |       | 74-77 | 104-95 |       |
| 3   | FC Porto            | 6 | 3 | 3 | 494 | 496 | -2  | 9   |                         | TOF   | 82-90 | 96-83 |       | 83-97  |       |
| 4   | Maroussi BC         | 6 | 2 | 4 | 487 | 509 | -22 | 8   |                         | ZARAG | 86-70 | 80-68 | 79-80 |        |       |

fonte: fiba.basketball

### Grupo L
| Pos | Clube                     | J | V | D | P+  | P-  | SP  | Pts | Classificação           |        | C/V   | BILBAO | CHOL  | ESSM  | SASS |
| --- | ------------------------- | - | - | - | --- | --- | --- | --- | ----------------------- | ------ | ----- | ------ | ----- | ----- | ---- |
| 1   | Cholet Basket             | 6 | 5 | 1 | 507 | 457 | 50  | 11  | Avança para os Playoffs | BILBAO |       | 95-88  | 74-65 | 77-60 |      |
| 2   | Bilbao Basket             | 6 | 5 | 1 | 490 | 458 | 32  | 11  | Avança para os Playoffs | CHOL   | 82-75 |        | 85-82 | 82-70 |      |
| 3   | Banco di Sardegna Sassari | 6 | 1 | 5 | 458 | 481 | -23 | 7   |                         | ESSM   | 74-78 | 60-92  |       | 83-76 |      |
| 4   | ESSM Le Portel            | 6 | 1 | 5 | 434 | 493 | -59 | 7   |                         | SASS   | 89-91 | 75-78  | 88-70 |       |      |

fonte: fiba.basketball

### Grupo M
| Pos | Clube               | J | V | D | P+  | P-  | SP  | Pts | Classificação           |       | C/V   | JDA   | KALEV | ORA   | PAOK |
| --- | ------------------- | - | - | - | --- | --- | --- | --- | ----------------------- | ----- | ----- | ----- | ----- | ----- | ---- |
| 1   | PAOK mateco         | 6 | 4 | 2 | 501 | 485 | 16  | 10  | Avança para os Playoffs | JDA   |       | 96-93 | 87-86 | 97-93 |      |
| 2   | JDA Bourgogne Dijon | 6 | 4 | 2 | 514 | 535 | -21 | 10  | Avança para os Playoffs | KALEV | 70-76 |       | 66-94 | 71-79 |      |
| 3   | CSM Oradea          | 6 | 3 | 3 | 505 | 460 | 45  | 9   |                         | ORA   | 98-77 | 76-83 |       | 83-74 |      |
| 4   | BC Kalev/Cramo      | 6 | 1 | 5 | 468 | 508 | -40 | 7   |                         | PAOK  | 95-81 | 87-85 | 73-68 |       |      |

fonte: fiba.basketball

### Grupo N
| Pos | Clube                  | J | V | D | P+  | P-  | SP  | Pts | Classificação           |       | C/V     | ANWIL | FRIB  | LUD   | SBA |
| --- | ---------------------- | - | - | - | --- | --- | --- | --- | ----------------------- | ----- | ------- | ----- | ----- | ----- | --- |
| 1   | MHP Riesen Ludwigsburg | 6 | 6 | 0 | 511 | 420 | 91  | 12  | Avança para os Playoffs | ANWIL |         | 78-72 | 84-92 | 82-91 |     |
| 2   | Fribourg Olympic       | 6 | 3 | 3 | 497 | 488 | 9   | 9   | Avança para os Playoffs | FRIB  | 107-101 |       | 73-78 | 95-87 |     |
| 3   | Spirou Charleroi       | 6 | 2 | 4 | 451 | 525 | -74 | 8   |                         | LUD   | 86-81   | 82-58 |       | 95-67 |     |
| 4   | Anwil Włocławek        | 6 | 1 | 5 | 509 | 535 | -26 | 7   |                         | SBA   | 87-83   | 62-92 | 57-78 |       |     |

fonte: fiba.basketball

## Playoffs

### Quartas de final
| Time 1                 | Agr.      | Time 2              | 1º Jogo | 2º Jogo  |
| ---------------------- | --------- | ------------------- | ------- | -------- |
| Tofaş Bursa            | 174 - 177 | Bilbao Basket       | 72 - 84 | 102 - 93 |
| MHP Riesen Ludwigsburg | 147 - 171 | JDA Bourgogne Dijon | 75 - 88 | 72 - 83  |
| PAOK mateco            | 144 - 138 | Fribourg Olympic    | 62 - 62 | 82 - 76  |
| Cholet Basket          | 173 - 154 | Casademont Zaragoza | 83 - 83 | 90 - 71  |

### Semifinal
| Time 1        | Agr.      | Time 2              | 1º Jogo | 2º Jogo |
| ------------- | --------- | ------------------- | ------- | ------- |
| Bilbao Basket | 155 - 145 | JDA Bourgogne Dijon | 58 - 77 | 97 - 68 |
| PAOK mateco   | 178 - 177 | Cholet Basket       | 88 - 89 | 90 - 88 |

### Final
| Time 1        | Agr.      | Time 2      | 1º Jogo | 2º Jogo |
| ------------- | --------- | ----------- | ------- | ------- |
| Bilbao Basket | 154 - 149 | PAOK mateco | 72 - 65 | 82 - 84 |

### Premiação
| FIBA Europe Cup 2024-25 |
| ----------------------- |
| Bilbao Basket 1º título |